# The Lucky One
The Lucky One är en amerikansk film i regi av Scott Hicks, med Zac Efron, Taylor Schilling och Blythe Danner i huvudrollerna. Filmen baseras på romanen med samma namn av Nicholas Sparks. Den hade premiär i Sverige 27 april 2012.

## Rollista
| Zac Efron              | – Logan             |
| Taylor Schilling       | – Beth              |
| Blythe Danner          | – Ellie             |
| Riley Thomas Stewart   | – Ben               |
| Jay R. Ferguson        | – Keith Clayton     |
| Adam LeFevre           | – Judge Clayton     |
| Robert Hayes           | – Victor            |
| Joe Chrest             | – Deputy Moore      |
| Russell Durham Comegys | – Roger Lyle        |
| Sharon Conley          | – Principal Miller  |
| Ann McKenzie           | – Charlotte Clayton |
| Kendal Tuttle          | – Aces              |